# Goodbye Julia
Goodbye Julia (arabisch وداعا جوليا) ist ein sudanesisches Filmdrama von 2023 des Regisseurs Mohamed Kordofani. Es ist Kordofanis erster Spielfilm und der erste Film aus dem Sudan, der jemals in der Sektion Un Certain Regard beim Cannes Film Festival gezeigt wurde.
Goodbye Julia wurde vom sudanesischen nationalen Komitee im Exil für die Kategorie des besten internationalen Films der Oscarverleihung 2024 nominiert, aber später nicht in die Shortlist aufgenommen.

## Handlung
Goodbye Julia erzählt die Geschichte zweier Frauen, die die komplizierten Beziehungen und Unterschiede zwischen den Bevölkerungsgruppen aus dem nördlichen und südlichen Sudan repräsentieren. Der Film spielt in Khartum in den letzten Jahren des vereinigten Sudan bis kurz vor der Unabhängigkeit des Südsudan im Jahr 2011.
Mona, eine muslimische Angehörige der gehobenen nordsudanesischen Mittelklasse, war vor ihrer Ehe eine bekannte Sängerin und führt nun eine glücklose Ehe mit ihrem Ehemann Akram. Nachdem beide den Tod eines christlichen Mannes aus dem Süden verursacht haben, versucht Mona, ihre Schuldgefühle zu kompensieren, indem sie Julia, die ahnungslose Witwe des Ermordeten, als ihre Hausgehilfin anstellt.

## Hintergrund
Der sudanesische Filmemacher Mohamed Kordofani lebt in Bahrain und arbeitete viele Jahre als Luftfahrtingenieur, bevor er eine Karriere als weitgehend autodidaktischer Filmemacher begann. Für seinen ersten Kurzfilm Gone for Gold aus dem Jahr 2015 wurde er als bester Regisseur mit dem sudanesischen Taharqa International Award for Arts ausgezeichnet. Sein zweiter Kurzfilm Nyerkuk (2016) erhielt mehrere Auszeichnungen, darunter den Network of Alternative Arab Screens (NAAS) Award beim Internationalen Filmfestival Karthago, den Preis der Jury beim Oran International Arabic Film Festival und den Black Elephant Award des Sudan Independent Film Festivals.
Die Hauptrollen spielten die sudanesische Sängerin und Schauspielerin Eiman Yousif und Siran Riak, eine ehemalige Miss South Sudan und Model, die im heutigen Südsudan geboren wurde und noch nie zuvor in einem Film mitgewirkt hatte.
Zum sozialen Kontext seines Films sagte Kordofani:

“Der Rassismus, der jahrzehntelang von den meisten arabischen Menschen im Norden des Sudan, der Regierung und der Bevölkerung insgesamt praktiziert wurde, war ein Hauptgrund für die Entscheidung der Südsudanesen, sich abzuspalten. Ich betrachte Goodbye Julia als einen Aufruf zur Versöhnung und als ein Schlaglicht auf die soziale Dynamik, die zur Abspaltung des Südens geführt hat.”

In einem Interview mit dem US-amerikanischen NPR-Netzwerk sprach Kordofani über seine persönlichen Erfahrungen als Nordsudanese mit der Diskriminierung gegenüber Menschen aus dem Süden, sein Schuldgefühl und seine Motivation, diesen Film kurz vor Ausbruch des verheerenden militärischen Konflikts zu drehen, der am 15. April 2023 begann:

“Natürlich werde ich nach der Präsentation des Films mit viel Härte, Kritik und Kontroversen zu kämpfen haben, denn die Darstellung der Nordsudanesen im Film wird vielen Leuten nicht gefallen. […] Niemand im Film wird als durch und durch gut oder durch und durch schlecht dargestellt, denn ich verstehe, dass selbst die Nordsudanesen Opfer ihrer Gesellschaft und Gemeinschaften und der Werte sind, die ihnen über Generationen hinweg weitergegeben wurden. Daher kann ich mich in alle Charaktere im Film hineinversetzen. Dennoch kann ich darauf hinweisen, wo meiner Meinung nach das Problem liegt.”

Goodbye Julia wurde als internationale Koproduktion aus mehreren Ländern produziert, wozu auch die deutsche Firma Die Gesellschaft DGS zählt, die 2019 den sudanesischen Spielfilm You will die at 20 von Amjad Abu Alala koproduziert hatte. Der Film wurde von der Filmstiftung NRW mit 75.000 Euro gefördert. Die Produktionsleitung hatten Abu Alala und sein sudanesischer Koproduzent Mohammed Alomda inne.

## Veröffentlichung
Die Weltpremiere von Goodbye Julia fand am 20. Mai 2023 vor einem Publikum von 1000 Zuschauern in der Sektion Un Certain Regard beim 76. Cannes Film Festival statt. Die Vorführung und die anschließende Frage-und-Antwort-Runde mit der Besetzung und der Filmcrew, die auch Kommentare zum anhaltenden Krieg im Sudan betrafen, erhielten stehende Ovationen.
Darüber hinaus wurde Goodbye Julia auf mehr als 30 internationalen Filmfestivals gezeigt, darunter bei den Filmfestivals in London, Karlovy Vary, Melbourne, Chicago, Warschau, El Gouna, Hamburg und beim Montreal International Black Film Festival. Nach dem Prix de la Liberté (Preis der Freiheit) in Cannes erhielt der Film zahlreiche weitere Preise.
Am 25. Oktober 2023 wurde Goodbye Julia in zwanzig ägyptischen Kinos kommerziell eingeführt und erzielte in den ersten zwei Wochen für einen ausländischen Film in Ägypten eine Rekordzahl an Besuchern. Ab dem 8. November wurde der Film in Paris und mehr als zwanzig anderen Städten Frankreichs gezeigt, und am 7. Dezember startete er in den Kinos der Golfstaaten und Saudi-Arabiens. In Deutschland hatte Goodbye Julia am 1. Oktober 2023 beim Filmfest Hamburg Premiere. Der Kinostart in Deutschland fand am 15. August 2024 statt.

## Filmkritiken

### Internationale Kritik
Auf Rotten Tomatoes erhielt Goodbye Julia eine Beurteilung von 100 % basierend auf 16 Rezensionen internationaler Filmkritiker. Die Kritiken zur Premiere in Cannes waren positiv und hoben die dramatische Darstellung persönlicher Beziehungen vor einem breiteren sozialen und historischen Hintergrund hervor.
Der Filmkritiker Fabien Lemercier schrieb für das Portal Cineuropa: „Mohamed Kordofani bietet wundervolle Schnappschüsse, Übersichten und Erklärungen aller Nuancen der damaligen akuten sudanesischen Situation. […] Es ist ein Film mit einwandfreier Qualität, der die Geburt eines unglaublich vielversprechenden Filmemachers markiert und die Entstehung einer Filmkunst im Sudan bestätigt.“
In ähnlich positiver Weise urteilte Lovia Gyarkye in The Hollywood Reporter:

Goodbye Julia wird für das Publikum sudanesische Themen zum Leben erwecken. Kordofanis gute Regie gleicht die vielfältigen Spielarten des Films aus: Es ist ein Drama mit Anklängen an einen Thriller und einem Gespür für seine eigene politische Aussage. Mit seinem klassischen, zugänglichen Stil wird „Goodbye Julia“ sicherlich mehr Unterstützung für das Kino des Sudan gewinnen, einer Nation voller Geschichten, die über ihre Vergangenheit und Gegenwart erzählt werden müssen.

   
In ihrer Rezension für das US-Magazin Variety schrieb Jessica Kiang:

“Kordofani erzählt die Geschichte einer angespannten Freundschaft zwischen zwei sehr unterschiedlichen Frauen und sorgt mit seinem intelligenten, mitfühlenden Drehbuch dafür, dass das Politische nie das Persönliche überwältigt. […] Beide Frauen fühlen sich von Pierre de Villiers’ warmer, von Nahaufnahmen reicher Fotografie gleichermaßen geschmeichelt, aber Julia bleibt die weniger klar ausgearbeitete Figur. Andererseits hat Julia trotz ihrer relativen Armut und ihrer Lage am harten Ende jedes -ismus (Kolorismus, Rassismus, Sexismus, Ethnozentrismus), der Khartum derzeit heimsucht, von Anfang an den freieren Geist; es ist Mona, die am meisten Veränderungen braucht.”

### Arabische Kritik
In Kairo lobte Wael Khairy, Herausgeber der Website SceneNow, die „emotionale Schlagkraft und die differenzierten Einblicke in den beunruhigenden Rassismus, dem die Südsudanesen täglich ausgesetzt sind.“ Dennoch nannte er auch kritische Aspekte: „Die Eröffnungsszenen in Khartum sind mit der Spannung einer tickenden Zeitbombe gefilmt, aber als sie sich dem zweiten und dritten Akt nähern, geraten sie ins Straucheln und betreten vertrautes Terrain.“ In einer Rezension vom Dezember 2023 über die 10 besten arabischen Filme des Jahres verlieh Al Jazeera Goodbye Julia den ersten Platz. Der Artikel würdigte insbesondere die Handlung des Films, die komplexen Hauptfiguren, die Musik und vor allem Kordofanis Drehbuch und Regie.
Eine Rezension im sudanesischen Online-Magazin Andariya vom Januar 2024 betonte die Gender-spezifischen Aspekte des Films: „Selbst im Kontext des engagierten und feministischen afrikanischen oder arabischen Kinos ist Goodbye Julia eine sehr seltene und wertvolle Stimme, die zeigt, wie das Patriarchat das Leben von Frauen beeinflusst.“ Weiterhin betonte die Rezensentin:

“Kordofani hat die Charaktere aller Männer, mit Ausnahme des gütigen älteren Fotografen, als Menschen dargestellt, die Gewalt begehen oder darauf zusteuern. Sie schlagen um sich und bilden auf der Straße einen tödlichen Mob, zünden Hütten armer Leute an, vertreiben Frauen und drängen sie auf den Rücksitz ihrer Autos, um sie einzusperren. Irgendwann haben die meisten männlichen Charaktere eine Waffe in der Hand und sind bereit, ein Verbrechen zu begehen.”

### Deutschsprachige Kritik
Zum Kinostart in Deutschland veröffentlichte die Online-Kulturplattform Kunst+Film eine ausführliche positive Besprechung zum Inhalt und Hintergrund des Films und schrieb über Mohamed Kordofani: „Er verflicht ein privates Drama um Schuld und Sühne derart geschickt mit der turbulenten jüngsten Geschichte seines Landes, dass letztere durch ersteres erklärt wird – was keine Sekunde lang konstruiert oder didaktisch wirkt.“
Vision Kino hob die Handlung hervor, „die Sympathie für die beiden ungleichen Frauen erzeugt“ und betonte die Lieder der Filmmusik, die vom „Schmerz der Menschen der tiefgespaltenen sudanesischen Gesellschaft“ handelten. Weiterhin empfahl dieses Medienportal Goodbye Julia für den Schulunterricht zu Themen wie Rassismus, Geschlechterrollen, Religion, Islam und Christentum.
Im Schweizer Filmportal outnow.ch wurde Goodbye Julia als teilweise zu langatmig beurteilt; dank der beiden Hauptdarstellerinnen überzeuge der Film insgesamt dennoch. Als Schlaglicht auf den Sudan, „in dem der Krieg leider auch 15 Jahre später noch immer allgegenwärtig ist,“ wirke der Film auf bedrückende Art hochaktuell. Dagegen urteilte das deutsche Portal moviebreak.de kurz nach der Premiere in Cannes negativ: „Die sentimentale Schlichtheit der Inszenierung spiegelt die gesellschaftspolitische Naivität einer Story, die mehr geneigt ist, Vorurteile zu verstärken.“

## Auszeichnungen
| Auszeichnung               | Datum der Verleihung | Kategorie                               | Nachweise |
| -------------------------- | -------------------- | --------------------------------------- | --------- |
| Film Festival Cannes, F    | 27. Mai 2023         | Prix de la Liberté (Preis der Freiheit) | [ 32 ]    |
| Septimius Awards, NL       | 28. September 2023   | Bester afrikanischer Film               | [ 33 ]    |
| Film Festival Chicago, US  | 20. Oktober 2023     | Roger Ebert Award                       | [ 34 ]    |
| Film Festival Leeds, UK    | 19. November 2023    | Publikumspreis für Spielfilm            | [ 35 ]    |
| Film Festival El Gouna, EG | 23. Dezember 2023    | Publikumspreis 'Cinema for Humanity'    | [ 36 ]    |